# Haine, Amour et Trahison
Pour plus de détails, voir Fiche technique et Distribution.
Haine, Amour et Trahison (Tradita) est un mélodrame historique italien réalisé par Mario Bonnard, sorti en 1954.

## Synopsis
L'action se passe durant la guerre, en 1915, en Italie, avant que celle-ci n'entre en guerre contre l'Autriche. Les deux frères Alberti sont séparés par leurs engagements politiques : Franco pour la Triple-Entente et Eugenio pour la Triplice. Cette opposition se double bientôt d'une rivalité amoureuse car Franco s'éprend d'Anna, une jeune fille qu'Eugenio désirait épouser.

## Fiche technique
- Titre : Haine, Amour et Trahison
- Titre original : Tradita
- Réalisation : Mario Bonnard
- Scénario : Vittorio Nino Novarese, Mario Bonnard, Charles Beaumont d'après la pièce de théâtre de Giulio Bonnard (sous le pseudonyme de Jules Daccar)
- Musique : Giulio Bonnard (sous le pseudonyme de Jules Daccar)
- Photographie : Tonino Delli Colli
- Décors : Fulvio Barsotti, Piero Filippone
- Montage : Della Nannuzzi
- Producteur : Gaston Hakim
- Société de production : Flora Film
- Son : Mario Morigi
- Pays d'origine :  Italie et  France
- Durée : 98 minutes
- Genre : Drame et historique
- Dates de sortie : 
  - Italie : 4 septembre 1954
  - France : 27 avril 1956

## Distribution

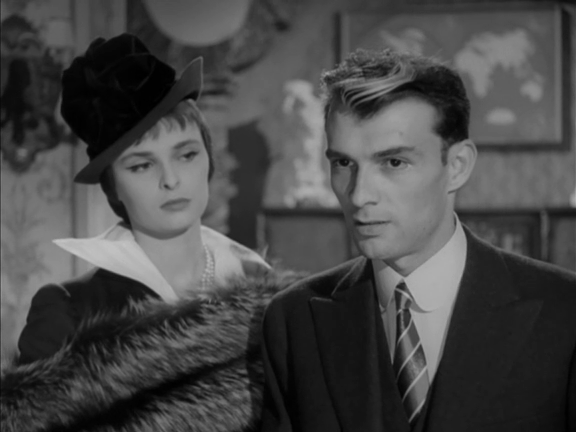
Lucia Bosè et Giorgio Albertazzi.

- Brigitte Bardot  (V.F : Gilberte Aubry) : Anna
- Pierre Cressoy  (V.F : Jean-Claude Michel) : Franco Alberti
- Lucia Bosè  (V.F : Jacqueline Ferriere) : Elisabeth Tatabor
- Giorgio Albertazzi  (V.F : Roland Menard) : Le comte Enrico Alberti
- Camillo Pilotto  (V.F : Georges Chamarat) : Don Eugenio, le curé
- Henri Vidon : Le lieutenant Schumann
- Tonio Selwart (V.F : Maurice Pierrat)  : Le général Renner
- Diana Lante  (V.F : Helene Tossy) : La comtesse Eleonora Alberti
- Vera Carmi : L'infirmière-chef